# Морозов, Ленор Михайлович
Ленор Михайлович Морозов (9 сентября 1936, Москва — 28 июня 2002, Москва) — советский футболист, игравший на позиции нападающего. Известен выступлениями за клубы «Торпедо» (Ростов-на-Дону), «Торпедо» (Таганрог) и «Химик» (Могилёв).

## Биография
Родился 9 сентября 1936 года в Москве. Начал заниматься футболом в секции «Крылья Советов—3» («Фили») Москва. В 1953 году начал футбольную карьеру в клубе «Спартак» (Калинин), через год перешёл в состав клуба «Крылья Советов» (Тушино). В 1955 году переехал в Ростов-на-Дону где присоединился к составу местного «Торпедо» выступавшего в лиге Б чемпионата СССР. Сразу занял место в основном составе, за два сезона проведённых в клубе отметился 7 голами.
В середине сезона 1956 года перешёл в состав клуба «Торпедо» (Таганрог), отыграл за заводчан 2 сезона. В 1958 году перебрался в клуб «Труд» из Ногинска, сыграл в 27 матчах забил 7 голов. Часть следующего сезона провёл в составе московского клуба «Фили».
В 1959 году играл в составе московского «Локомотива» выступавшего в высшей лиге, однако в основном составе клуба закрепиться не смог, сыграв в одном матче чемпионата, но при этом стал серебряным призёр национального первенства вместе с командой.
Следующий сезон 1960 года начал в составе клуба «Химик» из Могилёва выступавшего в лиге Б. В клубе из Белорусской ССР сразу стал игроком основного состава, за четыре проведённых сезона вышел на поле в 87 матчах чемпионата, отметился 27 голами.
С 1964 по 1971 год играл в составе клуба «Фили», выступавшего в различных низших лигах национального первенства.
Скончался в 2002 году в Москве на 66 году жизни.